# 紀元前76年
紀元前76年（きげんぜん76ねん）は、ローマ暦の年である。

## 他の紀年法
- 干支 : 乙巳
- 日本
  - 崇神天皇22年
  - 皇紀585年
- 中国
  - 前漢 : 元鳳5年
- 朝鮮
  - 檀紀2258年
- 仏滅紀元 : 468年
- ユダヤ暦 : 3685年 - 3686年

## できごと

### ユダヤ
- サロメ・アレクサンドラが夫のアレクサンドロス・ヤンナイオスの死後、ハスモン朝の女王となり、紀元前67年まで統治した。
- ヒルカノス2世が父親のアレクサンドロス・ヤンナイオスの死後、初めてエルサレムの司祭長となり、紀元前66年まで務めた。

## 死去
- アレクサンドロス・ヤンナイオス：ユダヤの王